# Maserati Shamal
Maserati Shamal (укр. Мазераті Шамаль) — спортивний автомобіль, що випускався італійською компанією Maserati з 1990 по 1996 рік. Названа на честь вітру модель була екстремальним відгалуженням сімейства Biturbo і оснащувалася потужним восьмициліндровим двигуном.

## Опис

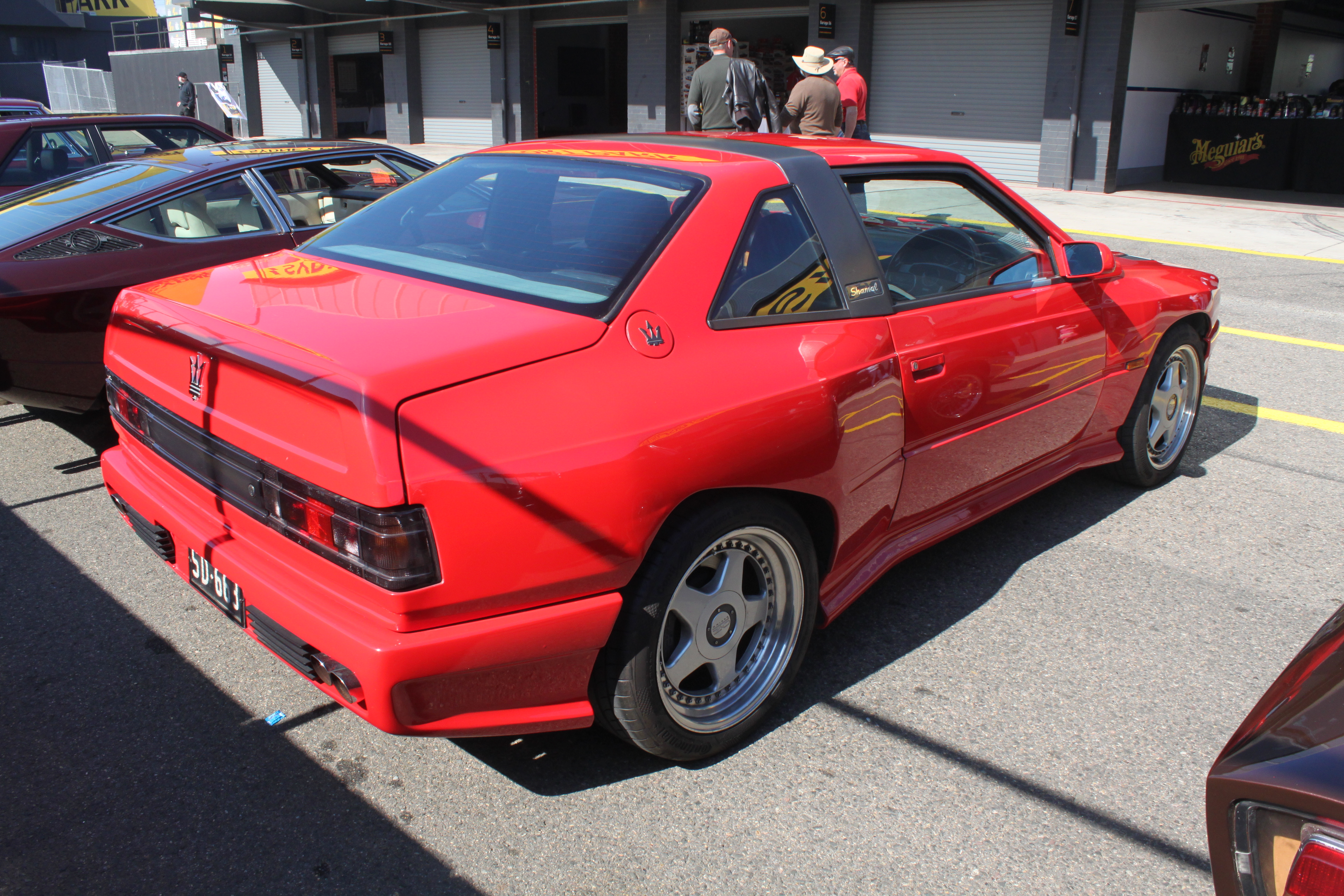

Автомобіль Shamal так само як модель Karif базувався на скороченому шасі автомобіля Biturbo Spider, але мав два жорстко закріплених невеликих сидіння ззаду. Кузов моделі був повністю новим, за винятком дверей. М'язистий і агресивний вид автомобіля, легко впізнаваного по оригінальній формі широких задніх арок, був створений Марчелло Гандіні.
Шестициліндровий мотор був замінений на абсолютно новий V-подібний восьмициліндровий двигун з чотирма розподільними, 32-ма клапанами і двома турбінами. Все це було доповнено новою шестиступінчастою коробкою передач і широкими (245/45 R16) задніми шинами.
Shamal був одним з найшвидших серійних автомобілів свого часу і призначався для досвідчених водіїв. Компанії вдалося продати 369 одиниць авто.

## Двигун
- 3.2 L AM 479 90° twin-turbo V8 326 к.с. при 6000 об/хв  432 Нм при 3000 об/хв

## Подібні моделі
- Porsche 928;
- Ferrari 348.